# Парчевий короп
Парче́вий ко́роп (яп. 錦鯉, にしきごい, МФА: [niɕi̥ki goi̯]) — декоративний різновид коропів, популярний у Східній Азії, насамперед Японії.

## Назва
Латинська біномінальна назва риби Cyprinus carpio. Англійська назва — fancy carp (строкатий короп).
Українська назва «парчевий короп» є прямим перекладом японського слова «нішікі-ґой», що в японській мові позначає декоративних коропів, луска яких нагадує багату парчу. Інша поширена назва — «кой», яку інколи записують помилково як «кої» або «коі», походить від японського «кой» (яп. 鯉, こい, МФА: [koi̯]), яке використовується для позначення будь-яких прісноводних коропів, а не власне парчевих.
До середини 20 століття японці називали декоративних риб по-різному:
- «японськими коропами» (яп. 和鯉, МФА: [wa goi̯]);
- «барвистими коропами» (яп. 色鯉, МФА: [iɾo goi̯]);
- «квітковими коропами» (яп. 花鯉, МФА: [hana goi̯]);
- «дивними коропами» (яп. 変わり鯉, МФА: [kawaɾi goi̯]);
- «візерунчастими коропами» (яп. 模様鯉, МФА: [mojoː goi̯])[1].

Назва «парчевий короп» закріпилася 1958 року.

## Історія
Кольорові коропи вперше згадуються в китайських джерелах часів династії Західна Цзинь (4 століття). Проте власне парчеві коропи були вперше виведені у 1804–1830 роках у східнояпонському гірському селі Ямакоші (місто Оджія, префектура Ніїґата) простими японськими селянами. Декоративних риб виводили шляхом селекції — схрещування звичайних коропів із коропами білого, червоного і жовтого кольорів, які отримали таке забарвлення в результаті мутації. Нові риби не відрізнялися від звичайних японських коропів нічим окрім кольорів та візерунків. Лише 1904 року, коли до Японії для селекції було завезено європейського дзеркального коропа, зросла кількість мутацій, в результаті яких парчеві коропи набули сучасного вигляду. Особливе поширення в Японії парчеві коропи набули після Токійської виставки 1914 року.

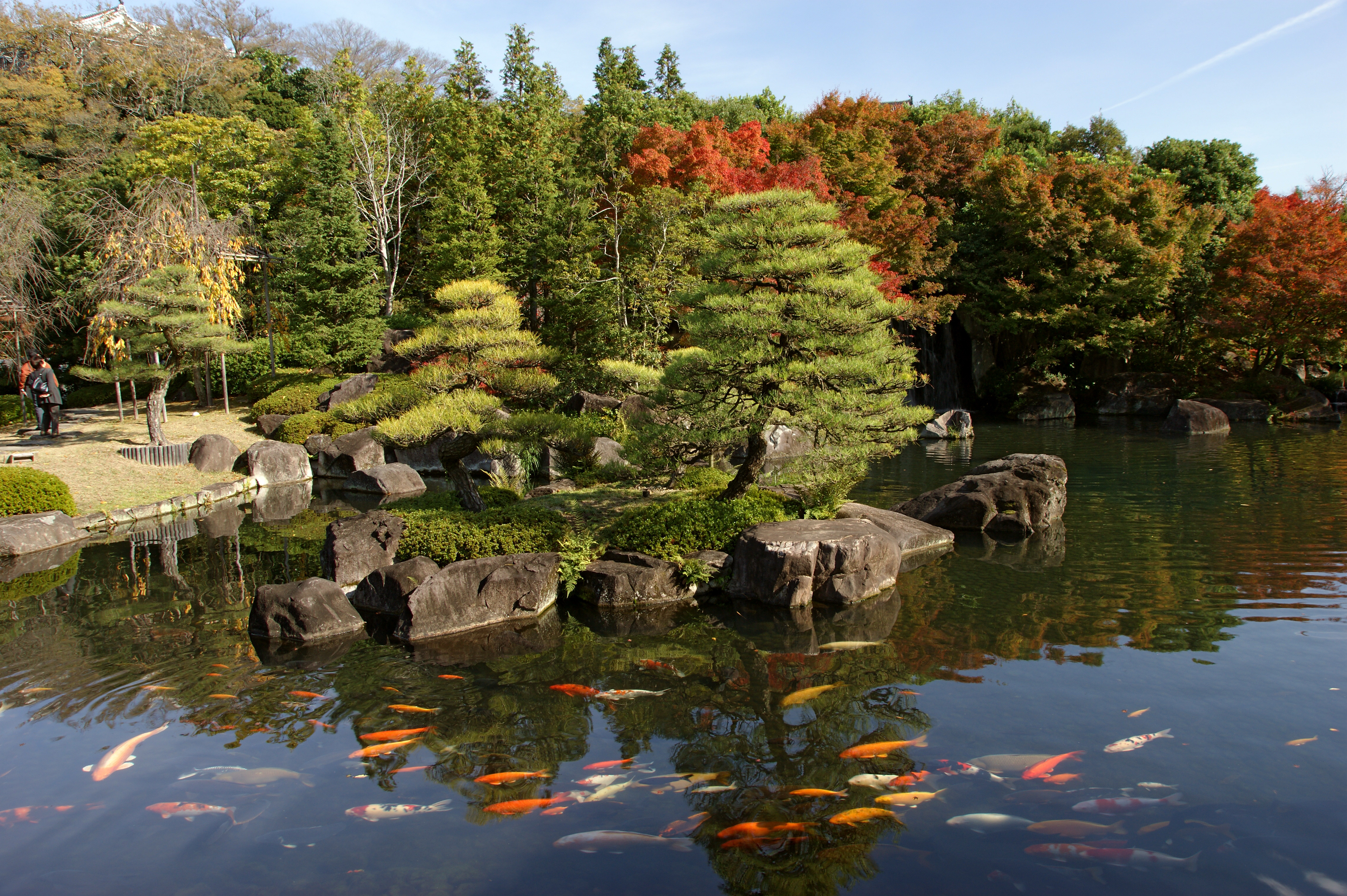
Японський сад з парчевими коропами

Потрапивши в 50-х роках XX століття до Європи та Америки, коропи як царські особи одразу зайняли належне їм місце у водоймах нафтових магнатів, мільярдерів та голлівудських зірок. Вони стали предметом аукціонів та пристрасного колекціювання.
В Європі, Японії та Америці щорічно відбуваються виставки цих риб. Колекція коропів не менш престижна, ніж зібрання живописних полотен чи антикваріату. Кожен з них — теж шедевр мистецтва. Адже, щоб вивести лише одну породу, потрібно близько 30 років. 

Інколи така колекція оцінюється в сотні тисяч доларів.
Існує близько 13 основних порід коропів та близько 100 кольорових варіацій. У японців особливо улюбленим є Короп-Тантьо — білосніжний з круглою червоною плямою на голові. Він нагадує національний прапор країни. Короп завдяки своїми колосальним розмірам не йде ні в яке порівняння з іншими декоративними мешканцями відкритих водойм. Дрібніші декоративні рибки зазвичай слідують за граціозними та повільними гігантами.

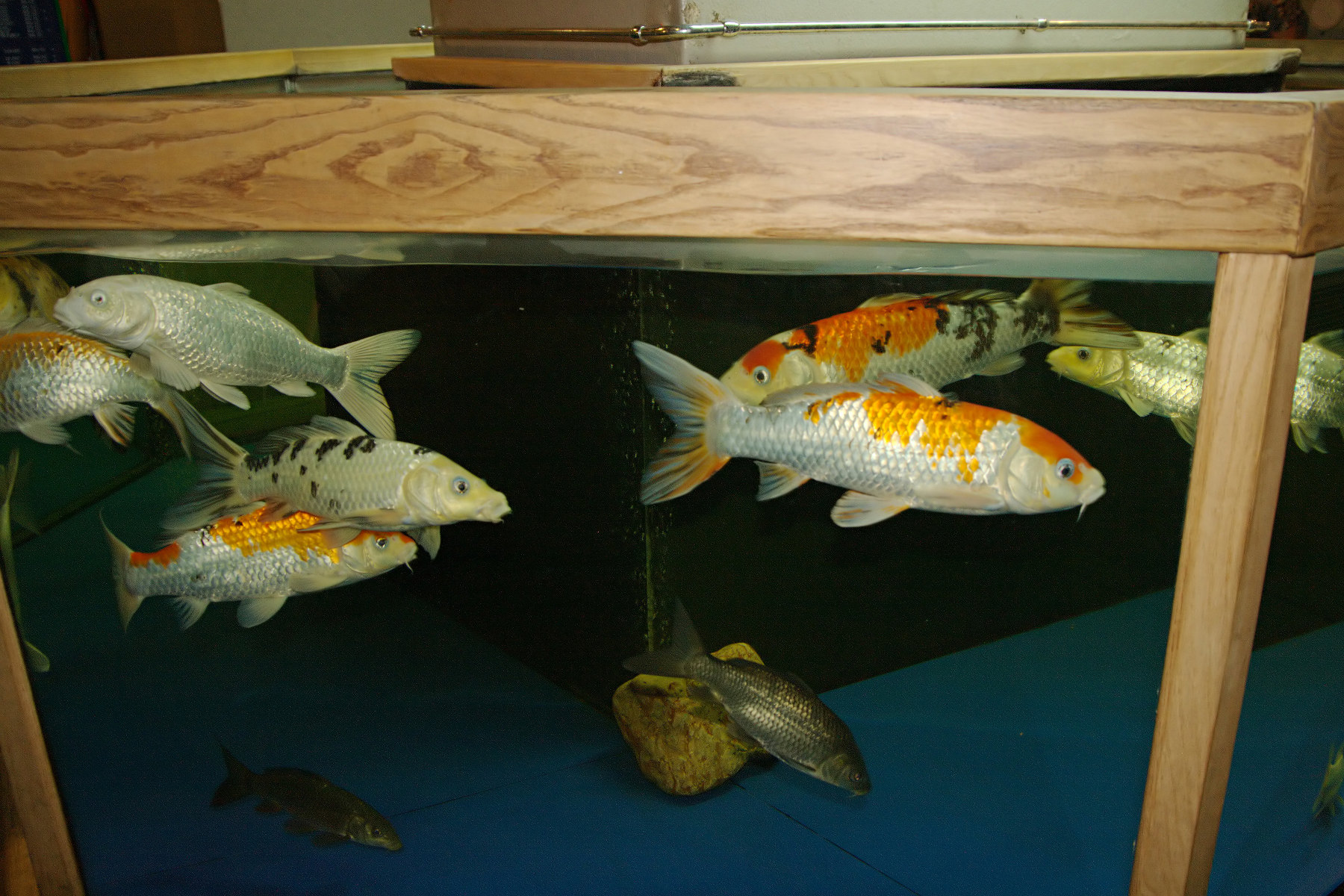
Парчеві коропи у акваріумі Водно-інформаційного центру

Ці риби живуть дуже довго, виростаючи до гігантських розмірів — до 90 см і більше. Крім того, вони мають неабиякий для риб інтелект, коропи дуже товариські і дружелюбні по відношенню до людини, тому можуть стати домашньою рибою, як ніяка інша.
Якщо її приручити, то можна навіть годувати з власних рук. Кажуть, що короп здатні впізнавати господаря за звуком його кроків. Якщо провести багато часу з коропами, вони будуть повністю Вам довіряти.
В Європі і Америці існують сотні асоціацій та клубів любителів коропів, проводяться численні виставки та шоу, а оборот від їх продажу досягає мільярдів доларів на рік.

## У культурі

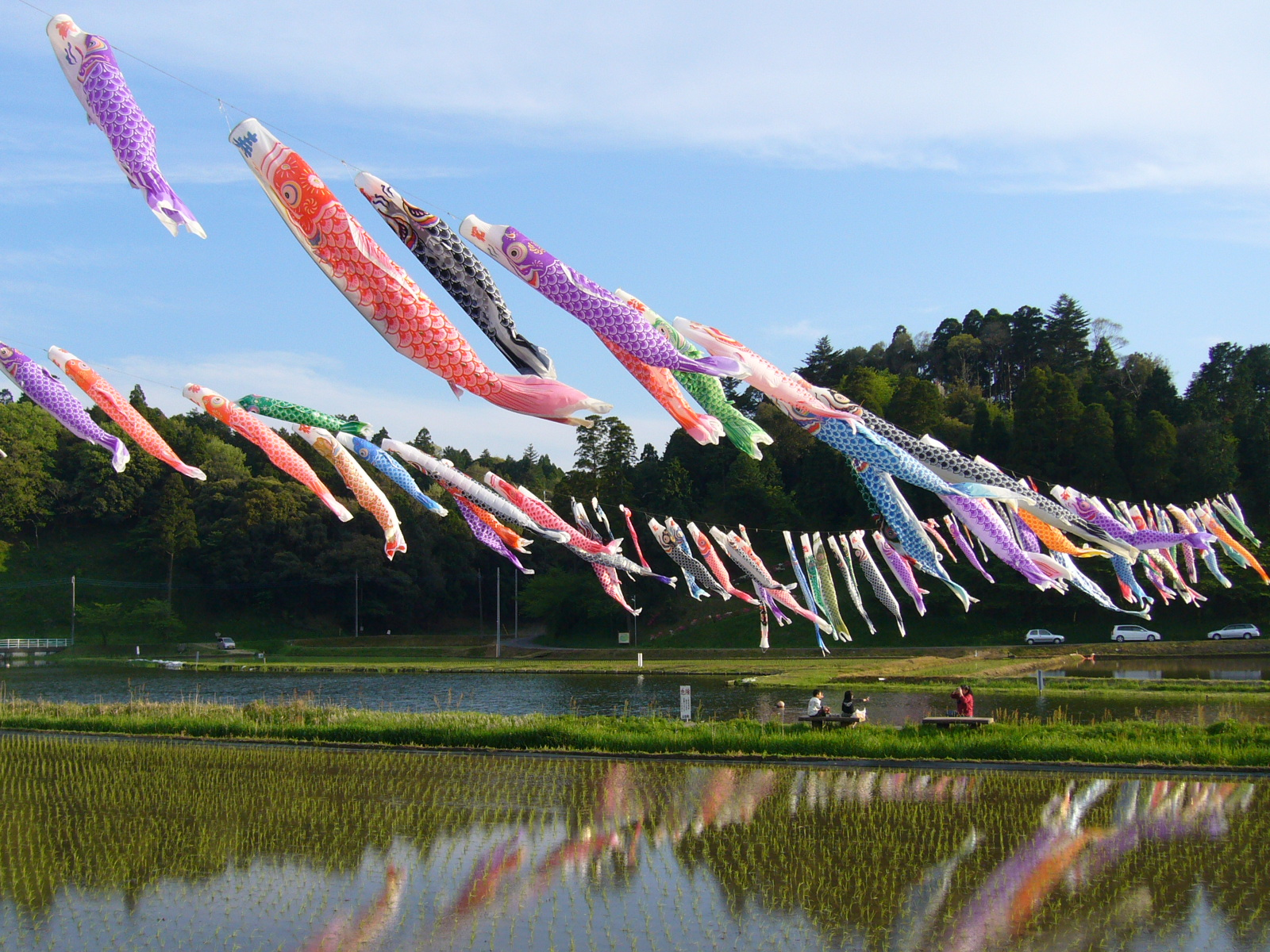
Коропові прапори.

- В Японії напередодні дня дітей, що святкується щорічно 5 травня, родини, в яких є хлопчики, виставляють надворі так звані «коропові прапори» (кой-ноборі), що символізують чоловічу силу.